# Xu Rongmao
Xu Rongmao (en chino tradicional, 許榮茂; en chino simplificado, 许荣茂; Shishi, Fujian; 1950) es un empresario y multimillonario chino-australiano, fundador y presidente de Shimao Property. Se estima que Xu es uno de los mayores promotores inmobiliarios de Shanghái. Según Forbes en 2021, su patrimonio neto se estima en 10 300 millones de dólares.

## Biografía
Xu nació en Shishi, provincia de Fujian, siendo el mayor de los ocho hijos. Tras graduarse en el instituto durante la Revolución Cultural de los años 60, fue enviado al campo para trabajar como médico descalzo. En los años 70, emigró a Hong Kong y trabajó como obrero textil.

### Promoción inmobiliaria
En 1988, pretendió invertir 0,17 millones de dólares en una fábrica de tejidos en su ciudad natal, pero en su lugar pretendía construir un hotel, aunque en aquella época estaban prohibidas las inversiones en hoteles privados. Sin embargo, en cuanto terminó la construcción, la política del gobierno cambió para permitir a los propietarios privados tener sus hoteles. Entonces Xu se convirtió en el propietario del primer hotel privado de tres estrellas de China. A continuación, empezó a invertir en el desarrollo de complejos residenciales y complejos turísticos en Fujian.
En la década de 1990, impulsó su negocio inmobiliario en Pekín y Shanghái. En la década de 1990 emprendió varias empresas inmobiliarias en Australia. En 2005, The New York Times informó de que había trasladado a su familia a Darwin (Australia). Realizó un máster en administración de empresas a distancia en la Universidad de Adelaida e invirtió en el sector inmobiliario a principios de la década de 1990. Durante el año 2003-04, Xu fue el mayor donante individual de la sección de Nueva Gales del Sur del Partido Laborista Australiano.
En la década de 2000, amplió sus negocios adquiriendo empresas que cotizan en bolsa, como Shimao Holdings (que cotiza en la Bolsa de Shanghái) y Shimao International (que anteriormente cotizaba en la Bolsa de Hong Kong), mientras que esta última fue privatizada por él en 2007. Shimao Property empezó a cotizar en la Bolsa de Hong Kong en 2006.